# Krunoslav Simon
Krunoslav "Kruno" Simon (nacido el 24 de junio de 1985 en Zagreb) es un exjugador de baloncesto croata. Con 1,97 metros de estatura, jugaba en la posición de escolta.

## Trayectoria deportiva

### Profesional
Tras jugar en su juventud en el KK Maksimir y el KK Zrinjevac ficha como profesional en el KK Zagreb, donde jugó hasta 2012.
En el verano de 2012 llega a un acuerdo con el Unicaja Málaga por una temporada. En verano de 2013 ficha por el Lokomotiv Kuban.
El 25 de junio de 2013, Simon firmó un contrato de dos años con el Lokomotiv Kuban.
El 22 de julio de 2015, Simon firmó un contrato de un año con el Olimpia Milano. El 11 de julio de 2016 firmó su renovación por dos temporadas con el conjunto italiano.
El 9 de julio de 2017, Simon firmó un contrato de dos años con el Anadolu Efes S.K. de la Türkiye Basketbol Ligi. En la temporada 2017-18, ganó la Copa de baloncesto de Turquía y fue nombrado MVP de la final del torneo. En 26 apariciones en la Euroliga 2017-18, promedió 9,2 puntos, 3,9 rebotes y 3,4 asistencias por partido.
En la temporada 2018-19, Simon promedió 9,4 puntos en 37 partidos en la Euroliga 2018-19 con un 48,3 % de tiros desde el campo. El Anadolu Efes hizo su primera aparición en la Final Four de la Euroliga, donde perdió ante el CSKA de Moscú en el partido final.
El 24 de mayo de 2019, Simon renovó otras dos temporadas con el Anadolu Efes S.K.. El 20 de julio de 2020, volvió a firmar otra extensión de contrato por dos años (1+1) con el equipo turco.

### Selección nacional
Con Croacia ha disputado el Eurobasket 2011 en Lituania, el Eurobasket 2013 en Eslovenia, el Mundial 2014 en España, el  Eurobasket 2015 en Francia, los Juegos Olímpicos de Río de Janeiro 2016 y Eurobasket 2017 en Turquía.
En septiembre de 2022 disputó con el combinado absoluto croata el EuroBasket 2022, finalizando en decimoprimera posición.